# 樂鏞
樂鏞（1434年—？），字聲遠，浙江宁波府定海縣（今属宁波市镇海）人，太醫院籍，明朝政治人物。進士出身。

## 生平
早年出身國子生，舉順天府鄉試第十四名。成化十一年（1475年）乙未科會試第二百三十四名，殿試登進士第三甲第四十二名。

## 家族
曾祖父樂孟傑。祖父樂均黼。父亲樂振。